# Isekai wa Smartphone to Tomo ni
In Another World with My Smartphone (異世界はスマートフォンとともに, Isekai wa Sumātofon to Tomo ni) é uma série japonesa de light novels escrita por Patora Fuyuhara e ilustrada por Eiji Usatsuka. Começou a serialização online em 2013 no site de publicação de novels Shōsetsuka ni Narō, até que foi adquirida pela Hobby Japan para publicar a edição impressa como Light Novel. J-Novel Club licenciou a série para um lançamento em inglês, lançando cada novel em seis partes semanais desde fevereiro de 2017. Uma adaptação de mangá por Soto começou sua serialização no Comp Ace de Kadokawa Shoten em novembro de 2016. Uma adaptação para anime da Production Reed foi ao ar de julho a setembro de 2017. O anime foi licenciado pela Crunchyroll.

## Enredo
Touya Mochizuki, de quinze anos, é acidentalmente morto por Deus. Como um pedido de desculpas, Deus permite que ele seja ressuscitado, mas como ele não pode enviá-lo de volta ao seu mundo antigo, ele o reencarna em um mundo de fantasia junto com um único pedido especial. Touya usa seu pedido para trazer seu smartphone para o novo mundo com ele, modificado por Deus. Assim, enquanto Touya não pode contatar seu mundo antigo com ele, o telefone pode ser facilmente recarregado por magia e pode funcionar como acessar dados do mundo antigo e usar recursos relevantes para seu novo mundo, como a função GPS, para locais que são amplamente identificados nele.[carece de fontes?]
Deus também amplifica bastante as habilidades físicas, mágicas e cognitivas de Touya até certo ponto, como um pedido de desculpas adicional pelo inconveniente de matá-lo. Aproveitando ao máximo sua segunda chance na vida, Touya faz amizade com muitas pessoas diferentes, principalmente mulheres e pessoas de alto escalão no novo mundo. Ele começa a viajar de país para país, resolvendo disputas políticas, missões menores e se divertindo despreocupadamente com seus novos aliados.[carece de fontes?]

## Personagens
Touya Mochizuki (望月冬夜, Mochizuki Tōya)
Voz de: Katsumi Fukuhara  (Japonês), Josh Grelle (Português)
Um garoto de quinze anos da Terra, renascido por Deus no outro mundo, como forma de desculpas pelo erro deste último em matá-lo. Seu smartphone é sua única conexão restante com a Terra; embora ele não possa mais chamar alguém da sua vida anterior, ele ainda pode acessar a Internet e a bateria pode ser recarregada com energia mágica. Ele recebe todos os sete atributos da magia: Fogo, Água, Vento, Terra, Luz, Escuro e Nulo. Ele se engana regularmente em ser de Eashen, um país que se assemelha ao Japão feudal, compartilhando o mesmo sistema de nomes de frente para frente. Ele começa como um simples aventureiro no Reino de Belfast, embora, devido às suas habilidades concedidas e natureza humilde, ele rapidamente se destaque em atos impulsivos. Depois de descobrir o primeiro "Jardim Aéreo" da Babilônia e ter uma conversa falsa com a professora Regina Babylon, ele decide encontrar o restante dos Babylons para derrotar a Frase. De acordo com a visão de Babilônia, Touya teria nove esposas no total. Ele gradualmente forma pactos com todas as quatro Feras Celestiais, sendo o primeiro e mais leal Kohaku, o Monarca Branco. Ele também se tornou rei do Brunhild Dukedom depois de ajudar a suavizar as relações entre o Império Regulus e o Reino de Belfast. Ele também é o primeiro aventureiro de categoria prata a aparecer em 18 anos e, mais tarde, ao atingir a classificação ouro, torna-se um dos únicos "heróis" vivos no mundo. Mais tarde, ele é um semideus a caminho de se tornar um deus completo. Devido ao seu corpo ser reconstruído no reino divino pelo Deus dos Mundos.
Elze Silhoueska (エルゼ・シルエスカ, Eruze Shiruesuka)
Voz de: Maaya Uchida  (Japonês), Leah Clark (Português)
A irmã mais velha dos gêmeos Silhoueska, um casal de aventureiros errantes, e com sua impulsividade natural como lutadora de profissão. Ela tem cabelos longos e um peito menor que a irmã. Touya conhece ela e Linze no início de sua jornada, resgatando-os de bandidos em um beco, e depois eles se registram como aventureiros em seu grupo na guilda local. Elze luta com um par de manoplas encantadas e só pode usar a mágica sem atributos 'Boost', o que aumenta suas habilidades físicas. Durante suas viagens, ela faz carinho por Touya, mas tenta impedi-los pelo bem de sua irmã, que também se apaixona por ele. No final, ela e Yae lutam contra Touya em uma batalha simulada e vencem, pedindo para se tornar seus noivos como prêmio. Ela é a terceira noiva de Touya.
Linze Silhoueska (リンゼ・シルエスカ, Rinze Shiruesuka)
Voz de: Yui Fukuo  (Japonês), Jill Harris (Português)
A irmã mais nova dos gêmeos Silhoueska. Com sua inteligência e talento natural, ela é a especialista em magia das duas irmãs. Ela tem cabelos curtos e seios maiores que a irmã e pode usar três atributos mágicos: fogo, água e luz. Touya conhece ela e Elze no início de sua jornada, resgatando-os de bandidos em um beco e, em seguida, eles se registram como aventureiros em seu grupo na guilda local. Linze é a mais gentil das garotas do grupo, muitas vezes parecendo tímida e facilmente perturbada, embora nas raras ocasiões em que ela fica com raiva, Touya acredita que ela é a mais assustadora de seus companheiros. Ela desenvolve sentimentos por Touya, mas a princípio não pode admitir para eles. Mais tarde, quando Francesca registrou Touya como seu novo mestre através de um beijo, Linze corajosamente confessa seu amor e beija Touya na frente das outras garotas. Logo depois, ela se torna a segunda noiva de Touya.
Yae Kokonoe (九重八重, Kokonoe Yae)
Voz de: Chinatsu Akasaki  (Japonês), Michelle Rojas (Português)
Nascida no país de Eashen, no extremo leste, de uma família de samurais, Yae deixou sua casa para viajar e aprimorar suas habilidades em outros lugares. O grupo de Touya se cruza com ela durante suas viagens, ajudando a afastar um grupo de rufiões que a atacam. Depois disso, ela decide acompanhar Touya em suas viagens. Eventualmente, ela retorna a Eashen ao lado de seu grupo para salvar seu pai, irmão e cidade natal de uma guerra provincial dentro do país. Durante esses eventos, ela se apaixona por Touya. No final, ela e Elze lutam contra Touya em uma batalha simulada e vencem, pedindo para se tornar seus noivos como prêmio. Ela é a quarta noiva de Touya.
Sushie Urnea Ortlinde (スゥシィ・エルネア・オルトリンデ, Sūshī Erunea Orutorinde)
Voz de: Nanami Yamashita  (Japonês), Sarah Wiedenheft (Português)
Filha do Duque Alfred Urnes Ortlinde e prima de Yumina. Sushie prefere que seus amigos a chamem de Sue (ス ゥ Sū?). Ela conhece o grupo de Touya no início da história, quando eles a resgatam de uma tentativa de sequestro, levando-a a formar uma queda por Touya. Ela também apresenta Touya a seu pai, falando como sua mãe foi amaldiçoada pela cegueira, desejando que seu avô, que era usuário de magia nula, ainda estivesse vivo para a cura. Por forte coincidência, Touya cura a doença ocular da mãe de Sue, ganhando grande honra no Reino de Belfast. Mais tarde, para proteger Sue de um noivado político com um príncipe estrangeiro suspeito de pedofilia, ela se torna a sexta noiva de Touya.
Yumina Urnea Belfast (ユミナ・エルネア・ベルファスト, Yumina Erunea Berufasuto)
Voz de: Marika Kouno  (Japonês), Felecia Angelle (Português)
Princesa de Belfast e filha do rei Tristwin e da rainha Yuel. Yumina conheceu Touya quando ele cura seu pai de uma tentativa de envenenamento. Yumina possui a magia nula "Olhos Místicos", uma habilidade que vem de seus Olhos Heterocrômicos que lhe dá a capacidade de ver a verdadeira natureza de uma pessoa. Devido a esse poder, ao ver a aura altruísta e gentil em torno de Touya depois que ele salva seu pai, ela pede para ficar noiva dele, acreditando que nunca encontrará um candidato melhor para ser seu marido. Ela também é proficiente em arcos e flechas, muitas vezes escolhendo lutar ao lado de um bando de lobos caçadores convocados com seu atributo de escuridão. Mais tarde, quando Touya se torna rei do Brunhild Dukedom, Yumina forma a Conferência das Noivas, um grupo formado pelos noivos de Touya que se encontram, discutem e julgam outras mulheres que se apaixonam por ele para determinar se devem se tornar uma noiva oficial, já que a poligamia é padrão em seu mundo. Ela é a primeira noiva de Touya.
Leen (リーン, Rīn)
Voz de: Sumire Uesaka  (Japonês), Monica Rial (Português)
Como chefe da Tribo das Fadas de Mismede, Leen atua como mago da corte do Reino de Mismede e é capaz de usar sua mágica nula pessoal, 'Programa'. Ao longo de 200 anos, ela usou o 'Programa' para criar um ursinho de pelúcia automatizado chamado Paula, que pode interagir com seres humanos, apesar de ainda não ter a capacidade de falar. Ela conhece Touya durante uma viagem diplomática de Belfast, quando Paula o leva para seus aposentos pessoais. Intrigada com suas habilidades, ela pede que ele se torne seu discípulo; quando Touya declina; ela se torna embaixadora de Mismede em Belfast como uma desculpa para passar mais tempo com ele. É ela quem inicia Touya na busca de encontrar as peças antigas da civilização perdida da Babilônia, pois ela deseja obter conhecimento da Babilônia da "Biblioteca". Eventualmente, após a descoberta da biblioteca por Touya, ela pede que ele se case com ela. Leen se torna a oitava noiva de Touya.
Lucia Leah Regulus (ルーシア・レア・レグルス, Rūshia Rea Regurusu)
Voz de: Miyu Takagi (Drama CD)
A terceira princesa do Império Regulus. Touya conhece Lucia quando ele salvou o império de ser derrubado pelo exército imperial em um golpe. Ele concorda em se casar com ela depois que o Imperador de Regulus cria uma trégua com o rei de Belfast, então ela se muda para o Brunhild Dukedom com Touya e todos os outros. Lucia é uma pessoa competitiva que odeia perder. Sua principal arma é uma espada gêmea. Ela também é diligente em cozinhar e tem um paladar sensível. Lucia é a quinta noiva de Touya.
Hildegard Minas Lestia (ヒルデガルド・ミナス・レスティア, Hirudegarudo Minasu Resutia)
Voz de: Yū Serizawa (Drama CD)
Hildegard é a primeira princesa do Reino Lestia Knight. Ela é uma pessoa nobre cavalheiresca e geralmente usa uma armadura encantada por magia. Ela está em boas relações com Yae, já que os dois são bastante habilidosos em artes da espada e é conhecida como "princesa do cavaleiro". Hildegard se apaixonou por Touya após a batalha com a frase. Então ela se muda para o Brunhild Dukedom com Touya. Ela é a sétima noiva de Touya.
Sakura (桜, Sakura)
Voz de: Miyu Kubota (Drama CD)
Ela é na verdade uma sucessora em potencial do Reino Demônio de Xenoas. No entanto, por ser semi-humana, ela é considerada uma pária para os outros, independentemente de sua mais alta qualidade mágica para assumir o trono. Um dia, ela sobreviveu a uma tentativa de assassinato e escapou com sua mágica nula: Teleporte. Depois de ser resgatada por Touya e regenerar seus membros perdidos, ela sofreu amnésia e foi nomeada como 'Sakura' por Touya por seu cabelo rosa. O nome verdadeiro dela é Farnese Forneus. Antes da série, ela foi agraciada com o Phantom of Eyes, que alterou o rosto e mudou a cor do cabelo, com forte capacidade auditiva. Atualmente, ela fica com Touya no Brunhild Dukedom. Ela se torna a nona noiva de Touya.

## Mídia

### Light novels
A série começou a publicação como uma novel na web, sendo serializada no site Shōsetsuka ni Narō desde 8 de abril de 2013. A série foi posteriormente publicada como uma série de light novels pelo selo "HJ Novels", da Hobby Japan, a partir de 22 de maio de 2015; trinta e um volumes foram publicados em 19 de maio de 2025. A light novel apresenta ilustrações de Eiji Usatsuka. Foi licenciado para distribuição digital no idioma inglês pelo J-Novel Club. O J-Novel Club anunciou na Anime Expo em 5 de julho de 2018 que a série seria a primeira a publicar impressa fora do acordo com a Seven Seas Entertainment. As novels são publicadas em parceria com o Ingram Publisher Services.

### Mangá
Uma adaptação de mangá por Soto começou a serialização na edição de janeiro de 2017 da Comp Ace (publicada em novembro de 2016), com os dois primeiros volumes de tankōbon compilados lançados consecutivamente em junho e julho de 2017 e o terceiro volume em fevereiro de 2018.

### Animes
Foi anunciada uma adaptação para anime dirigida por Takeyuki Yanase, escrita por Natsuko Takahashi e animada por Production Reed e exibida no período de 11 de julho a 26 de setembro de 2017. O AŌP apresentou a música tema de abertura "Another World", enquanto Maaya Uchida, Yui Fukuo, Chinatsu Akatsuki, Marika Kouno, Nanami Yamashita e Sumire Uesaka apresentaram versões diferentes da música tema final "Junjō Emotional" (純情エモーショナル, Pure Emotional). A Crunchyroll transmitiu e licenciou o anime, enquanto a Funimation produziu uma dublagem em inglês e a lançou em vídeo caseiro como parte da parceria das duas empresas. A Funimation lançou o anime para vídeo caseiro nas Ilhas Britânicas e na Austrália e Nova Zelândia, através de seus distribuidores na Sony Pictures UK e Universal Sony, respectivamente.

## Recepção
O anime teve uma popularidade considerável no site Shōsetsuka ni Narō, tendo sido vista mais de cem milhões de vezes no total.